# Discoverer–12
A Discoverer–12 (1960-F08) amerikai felderítő műhold.

## Küldetés
Corona egy amerikai felderítő műhold-rendszer volt, amelyet a légierő (USAF) segítségével a CIA tudományos és technológiai igazgatósága üzemeltetett. A korai Corona kilövéseket a Discoverer–űrprogram mögé rejtették. Részben tudományos-technikai kísérletekre, illetve felderítési célokra alkalmazták.
A program célja, hogy a felderítési adatokat, képeket egy visszatérésre alkalmas kapszula hordozza. Elsősorban a Szovjetunió, valamit Kína területeiről gyűjtött – katonai és polgári – adatokat visszajuttatva lehetőséget adjon a támadó eszközök elhelyezéséről, mozgásáról, a kódolt kapcsolattartásról, a várható veszélyeztetésről, lehetővé téve a szükségszerű ellenintézkedéseket. A műholdrendszerrel igyekeztek kiváltani az U–2 kémrepülőgépeket.

## Jellemzői
1960. június 29-én a légierő Vandenbergben lévő indítóállomásáról egy Thor-Agena A hordozórakétával indították Föld körüli pályára. Az energiát nikkel-kadmium akkumulátorok biztosították. Az utolsó rakétafokozat 1,5 méter átmérőjű, 5,85 méter hosszú, tömege 3850 kilogramm. A műszeregység tömege 790 kilogramm, a visszatérő kapszula 136 kilogramm, 84 centiméter átmérőjű és 69  centiméter magas volt. Nem volt rajta felderítő eszköz. Célja a fejlesztés során történt átalakítások, módosítások technikai próbája: rakétarendszer,  kommunikáció, pályára állás, navigáció, speciális kapszula kilövése, lassítása (fékező rakéták), ejtőernyős leereszkedés, elfogás. Technikai okok miatt a műhold nem tudott pályára állni.

## Külső hivatkozások
- Discoverer–12. nasa.gov. (Hozzáférés: 2012. november 23.)

| Elődje: Discoverer–11 | Discoverer műholdak 1959–1962 | Utódja: Discoverer–13 |